# Jüdischer Friedhof (Wormersdorf)

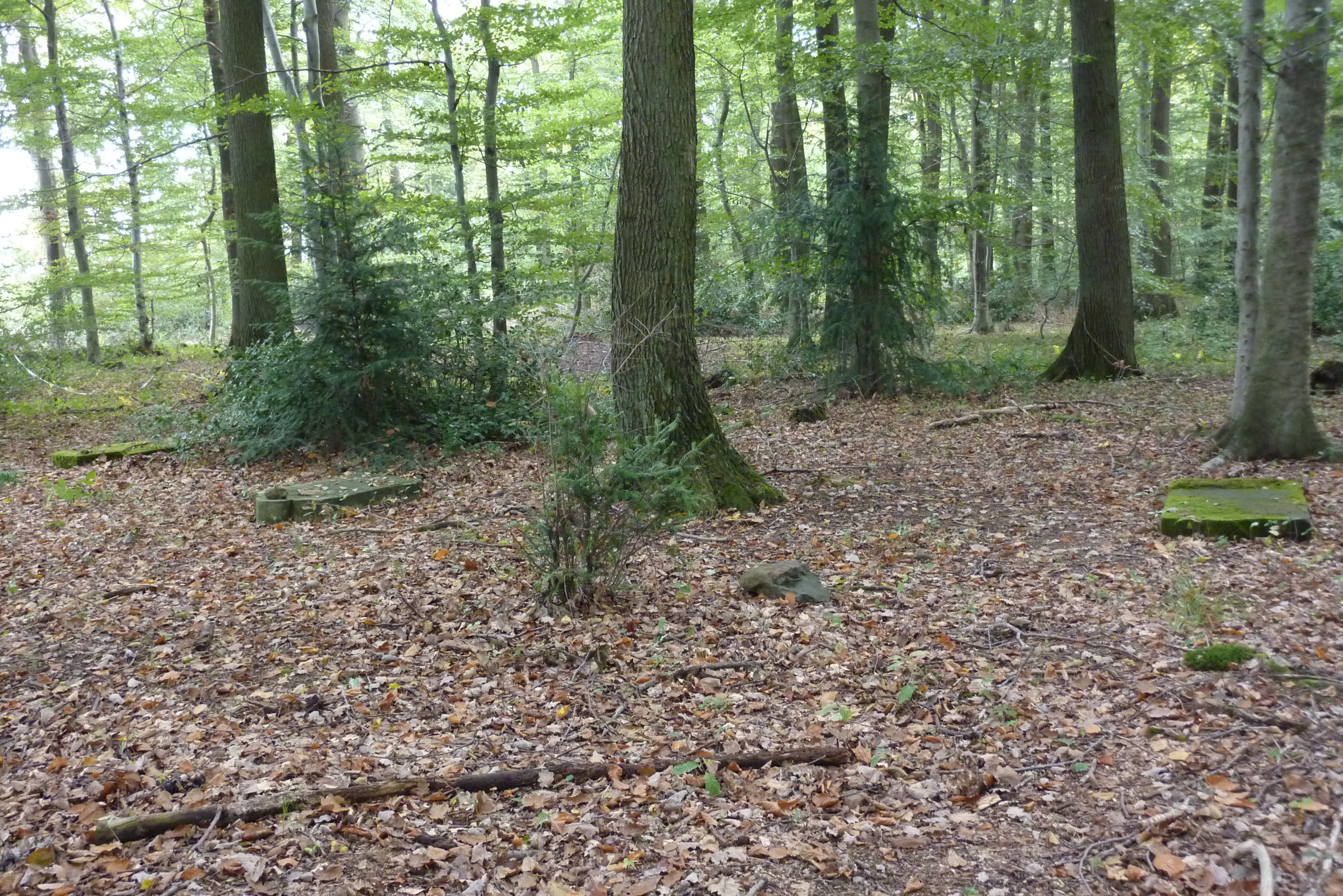
Jüdischer Friedhof in Wormersdorf, drei liegende Grabsteine

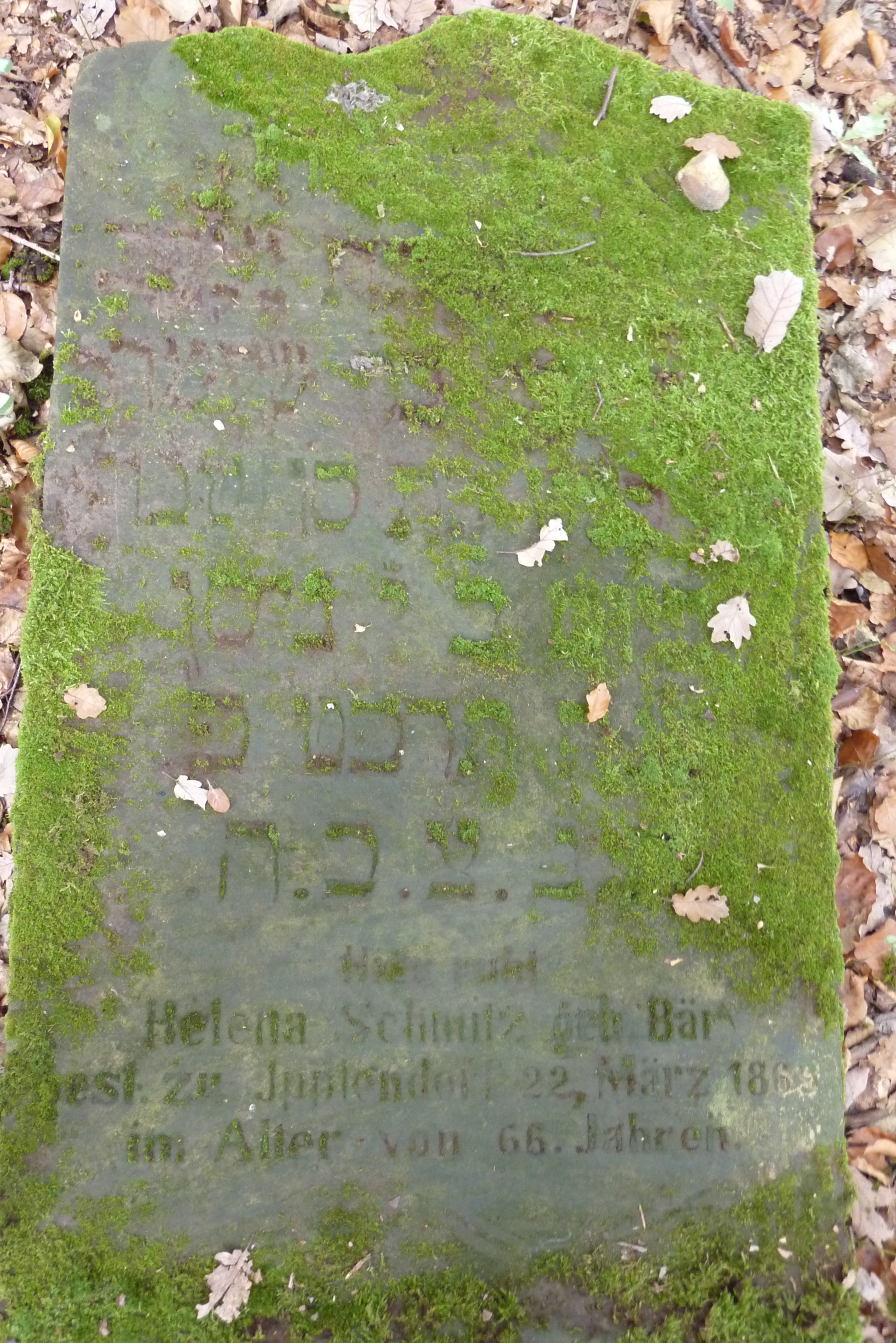
Grabstein der Helena Schmitz geb. Bär

Der Jüdische Friedhof Wormersdorf befindet sich in Wormersdorf, einem Ortsteil der Stadt Rheinbach im Rhein-Sieg-Kreis in Nordrhein-Westfalen. Er liegt südlich der Tomburg im Wald und ist vom Waldparkplatz auf einem Fußweg erreichbar.

## Geschichte
Der Friedhof war der Bestattungsort der kleinen, zu Rheinbach gehörenden jüdischen Gemeinden von Wormersdorf und Ipplendorf, für die einzig für das Jahr 1880 15 Mitglieder nachgewiesen sind. Über die Entstehungszeit dieses Friedhofs liegen keine gesicherten Kenntnisse vor. Es wird vermutet, dass er bereits im 18. Jahrhundert angelegt wurde, obwohl vor 1800 keine Juden in Ipplendorf und Wormersdorf lebten.
Im Jahr 1895 schloss die preußische Regierung in Köln den Friedhof und die Wormersdorfer Juden bestatteten ihre Toten nun auf dem jüdischen Friedhof in Rheinbach.
Während nach dem Ersten Weltkrieg noch zehn Grabsteine bezeugt sind, finden sich heute nur noch drei liegende Grabsteine, die in absehbarer Zeit überwuchert sein werden. Der ursprünglich am Waldrand liegende Friedhof ist nicht eingezäunt und wird mehr und mehr von der Natur überwachsen.